# Rhabdomastix (Rhabdomastix) wilsoniana
Rhabdomastix (Rhabdomastix) wilsoniana is een tweevleugelige uit de familie steltmuggen (Limoniidae). De soort komt voor in het Australaziatisch gebied.